# Madame Trotte-Menu

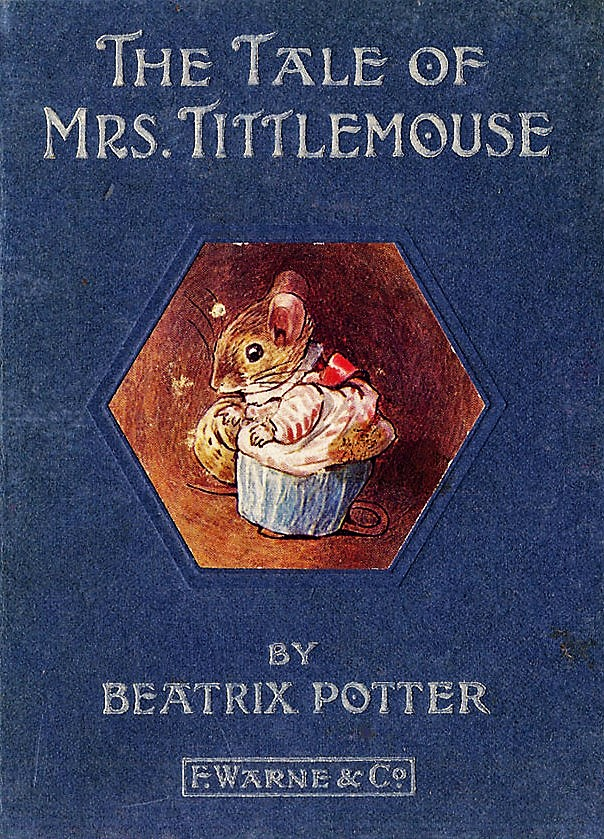
Couverture de la première édition de "Madame Trotte-Menu"

Madame Trotte-Menu (en anglais : The Tale of Mrs. Tittlemouse) est un conte pour enfant publié en 1910, écrit et illustré par Beatrix Potter.